# Crupina crupinastrum
Crupina crupinastrum es una planta caducifolia de la familia de las asteráceas.

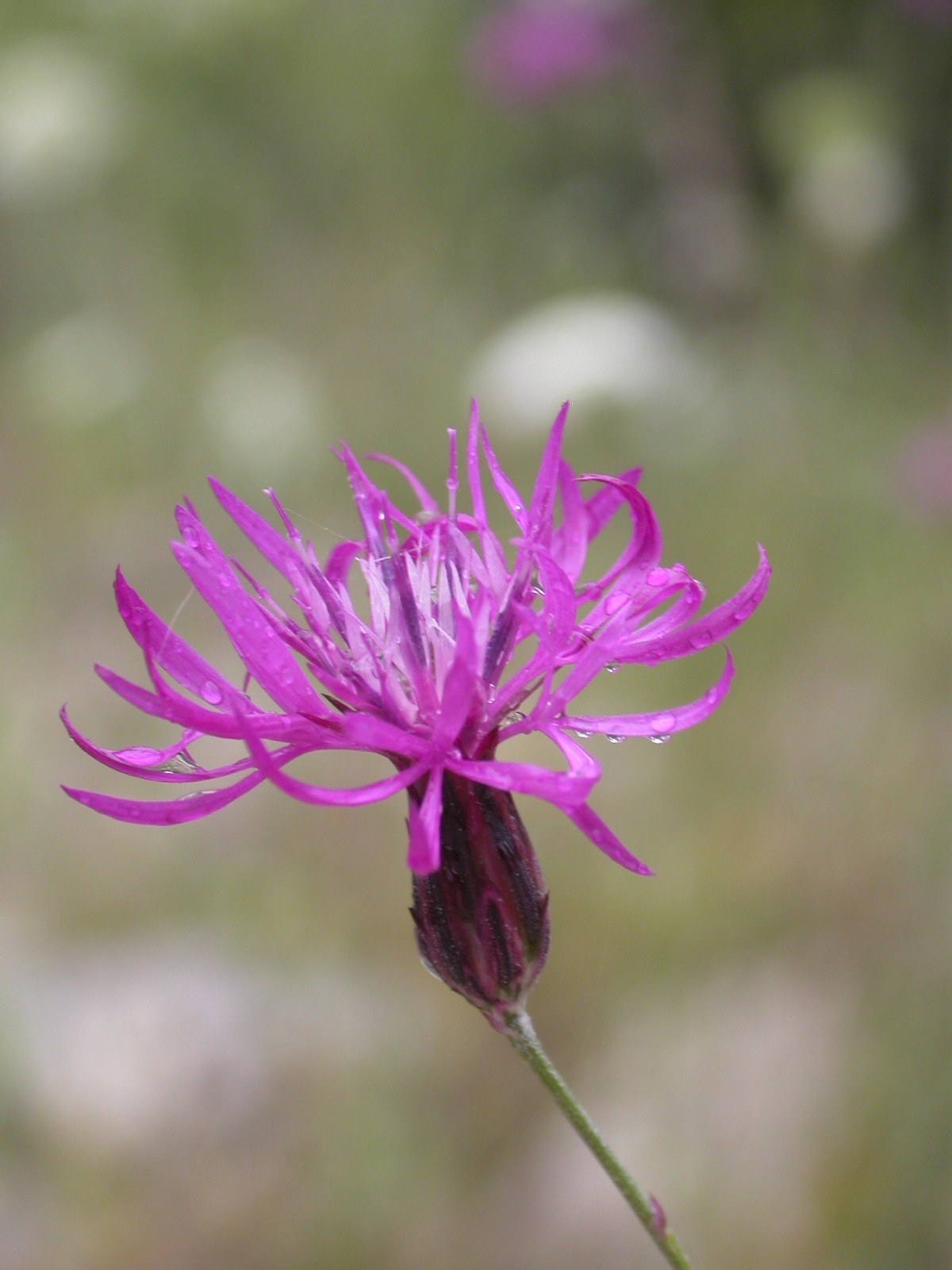
Detalle de la flor

## Descripción
Planta anual, blanda, no espinosa de baja a mediana; tallos finamente ramificados, desnudos arriba, frondosos solo en la mitad inferior. Hojas basales por lo general pinnatilobuladas, las superiores oblongas, dentadas y ligeramente peludas en el envés. Capítulos púrpuras, ovados; 9-15 flósculos no extendidos; brácteas involucrales verde pálido, oblongo-lanceoladas y puntiagudas.

## Distribución y hábitat
En el Mediterráneo, en garrigas, hábitats secos, lugares pedregosos, pastos costeros y pinares. Florece en primavera.

## Taxonomía
Crupina crupinastrum fue descrita por (Moris) Vis.  y publicado en Fl. Dalmat. ii. 42. 1847
Citología
Número de cromosomas de Crupina crupinastrum (Fam. Compositae) y táxones infraespecíficos: 2n=28
Sinonimia
- Centaurea crupinastrum Moris
- Centaurea visianii Rouy
- Crupina crupinastrum var. matae (P.Palau) Font Quer ex O.Bolòs & Vigo
- Crupina crupinastrum subsp. morisii
- Crupina matae
- Crupina morisii Boreau
- Crupina vulgaris subsp. crupinastrum (Moris)
- Crupina zuccarinii Bunge ex Nyman[4]

## Nombres comunes
- Castellano: clavelina, escobas.[5]